# Wolf-Dietrich Heß
Wolf-Dietrich Heß (* 4. Juli 1937 in Halle (Saale)) ist ein deutscher Sportwissenschaftler, Hochschullehrer und Leichtathletikfunktionär.

## Leben
Nach dem Studium der Körpererziehung und der Slavistik 1955/60 an der Martin-Luther-Universität Halle-Wittenberg (MLU) (1) unterrichtete Wolf-Dietrich Heß 1960/61 an der Kinder- und Jugendsportschule Halle. Seit 1961 als wissenschaftlicher Assistent am Institut Sportwissenschaft (IfS) der MLU tätig, schloss er 1967 seine Promotion in der Biomechanik/Bewegungslehre ab.
Im gleichen Jahr übertrug man ihm den weiteren inhaltlichen und organisatorischen Neuaufbau und die Leitung des Wissenschaftsbereichs Trainingswissenschaft/Theorie und Praxis der Sportarten. Seit 1968 bearbeitete er mit seiner Forschungsgruppe leistungssportliche Themen zur Leistungsstruktur, Leistungsdiagnostik, Belastungsmethodik, Trainingssteuerung und Wettkampfanalytik leichtathletischer Disziplinen, bis 1970 im Diskuswurf, ab 1971 zunehmend in allen 14 Sprint- und Hürdendisziplinen. Von grundlegender Bedeutung war dabei, dass schon sehr früh die Messung der Sprintgeschwindigkeit im Wettkampf entwickelt werden konnte, womit eine authentische Bezugsgröße für die meisten trainingsexperimentellen Fragestellungen gegeben war. Neben ihren wissenschaftlichen Ergebnissen konnten diese Forschungsaufträge auch eine hohe Praxiswirksamkeit erzielen (Deutscher Verband für Leichtathletik der DDR – DVfL). Bis 1990 wurden so die Teilnehmer des DVfL an den Olympischen Spielen (OS), Weltmeisterschaften (WM), Europameisterschaften (EM), Juniorenweltmeisterschaften (JWM) und Junioreneuropameisterschaften (JEM) systematisch biomechanisch und trainingswissenschaftlich betreut.
Heß´ Habilitation 1975 bei Lukas (Halle), Gutewort (Jena) und Bauersfeld (Leipzig) behandelte die Problematik der Leistungsstruktur, Leistungsdiagnostik und Trainingsmethodik von leichtathletischen Schnelligkeitsdisziplinen. 1976 erfolgte die Berufung zum ordentlichen Professor für Trainingswissenschaft (bis 2002). Mit ständig steigender Komplexität des Forschungsgegenstandes erweiterte sich die biomechanische Betrachtungsweise um die Sportmedizin und Biochemie, sodass sich daraus sogar gemeinsame Habilitationen mit der Medizinischen und Naturwissenschaftlichen Fakultät ergaben.
Die wissenschaftlichen Ergebnisse fanden 1975 im Forschungspreis (Stufe III) der MLU und 1982 im GutsMuths-Forschungspreis der DDR ihre Würdigung. Ihre praktische Umsetzung in die jährlichen Rahmentrainingspläne (RTP) des DVfL und in die individuelle Trainingssteuerung der Athleten begründeten die Auszeichnung 1972 mit der Verdienstmedaille der DDR und 1976, 1980 und 1984 mit dem Orden „Banner der Arbeit“ (jeweils im Kollektiv).
Auf Grund ihrer sportpolitischen Bedeutung des Leistungssports in der DDR unterlagen die meisten Forschungsberichte einem Internitätsvorbehalt. Für einen begrenzten öffentlichen Kreis stand die Zeitschrift „Theorie und Praxis des Leistungssports“ intern zur Verfügung. Aber auch für nicht interne Publikationen blieb ein gewisser Spielraum.
Übergreifend arbeitete Heß vor der Wende in der Zentralen Fachkommission Sport des Ministeriums für Hoch- und Fachschulwesen und in den Fachkommissionen Biomechanik, Wissenschaftsentwicklung und Trainingsmethodik des Wissenschaftlichen Rates für Körperkultur und Sport mit, woraus sich auch eine Publikationstätigkeit über die Wissenschaftssystematik und Methodologie der Sportwissenschaft entwickelte.
Diese Forschungstätigkeit konnte inhaltlich 1990 nahtlos in die neue gesamtdeutsche Ebene des Deutschen Leichtathletik-Verbandes (DLV) überführt werden, aber mit deutlich reduzierter Personalausstattung. Zwar wurde sie partiell dabei durch das Bundesinstitut für Sportwissenschaft finanziell unterstützt, ein Rückgang der individuellen praktischen Trainingssteuerung war jedoch unvermeidlich und konnte auch nicht durch verbesserte Publikationsmöglichkeiten ausgeglichen werden.
Die trainingswissenschaftliche Ausbildung der Sportstudenten erfolgte nach der Wende 1990 in einer größeren Breite, denn zur bisherigen Lehrerausbildung kamen Diplomausbildungen für Präventions-, Therapie- und Rehabilitationssport einerseits und für Leistungssport andererseits hinzu mit erweiterten methodologischen Fragestellungen.
Bedeutsame Querverbindungen eröffneten sich jedoch zum Ehrenamt. Bei der Gründung des Leichtathletikverbandes Sachsen-Anhalt (LVSA) 1990 wurde Heß Vizepräsident, von 1992 bis 2006 hatte er dann die Präsidentschaft dieses Landesverbandes inne. Daran anknüpfend wurde er 2001 in den Vorstand des DLV gewählt, war darin Vorsitzender des Bundesausschusses für Aus- und Fortbildung, Wissenschaft und Trainerschule. In diesem Amt war er für die Lehrreihe „Mediathek Leichtathletik“ mitverantwortlich mit mehreren Monografien über die Rahmentrainingskonzeptionen des DLV.
Nach der Gründung der Kommission Leichtathletik innerhalb der Deutschen Vereinigung für Sportwissenschaft (dvs) im Jahr 1993 war Heß gemeinsam mit Winfried Joch (Universität Siegen) erster Sprecher dieses Ausschusses. Im Deutschen Sportbund (DSB) wirkte er in einer Arbeitsgruppe mit, welche die Rahmenrichtlinien für die Aus-, Fort- und Weiterbildung überarbeitete, zudem brachte er sich in die Überarbeitung des Lehrplans für die Diplom-Trainerausbildung an der Trainerakademie Köln ein.
In seinem 2011 veröffentlichten Buch „Leichtathletik in Sachsen-Anhalt: Daten, Fakten, Zahlen, Hintergründe: Chronik der Jahre 1945 bis 2005“ werden die vergangenen Jahrzehnte der deutschen und sachsen-anhaltischen Leichtathletik historisch reflektiert, an anderer Stelle auch für die MLU.
Im Jahr 2000 wurde Heß für seinen ehrenamtlichen Einsatz mit dem Carl-Diem-Schild und 2005 vom Deutschen Leichtathletik-Verband mit dem Hanns-Braun-Gedächtnispreis für besondere Leistungen und außerordentliche Verdienste in der deutschen Leichtathletik ausgezeichnet. Der Leichtathletikverband Sachsen-Anhalt ernannte ihn 2009 zu seinem Ehrenpräsidenten.